# Oratunturi
Oratunturi är en kulle och residualberg i Finland. Den ligger i Sodankylä i landskapet Lappland, i den norra delen av landet. Toppen på Oratunturi är 455 meter över havet.
I omgivningarna runt Oratunturi växer huvudsakligen lågväxt barrskog. Själva toppen är klippig.